# 钱家骏
钱家骏（1916年—2011年8月15日），原名钱云林，江苏吴江人，中国动画电影的开拓者之一，曾任上海美术电影制片厂美术总设计师、一级导演、总技师。
钱家骏于1935年毕业于苏州美术专科学校。抗日战争期间他作为编导与重庆励志社的其他成员一同制作了抗日题材的黑白有声动画短片《农家乐》。中华人民共和国成立后，他回到母校苏州美专任教并开设了动画系。1952年院系调整中苏州美专动画系并入中央文化部电影局电影学校（北京电影学院前身）后，钱家骏出任动画系主任。1953年起调往上海电影制片厂美术片组，任导演、副总技师。1955年，他与李克弱一同执导了中国首部彩色动画片《乌鸦为什么是黑的》。1956年任动画片《骄傲的将军》的美术总设计。1960年由他担任技术指导的中国首部水墨动画片《小蝌蚪找妈妈》摄制成功。1963年，他又与特伟一同导演了水墨动画片《牧笛》。此外，他的代表作还有《一幅僮锦》、《九色鹿》等。2011年，他因肺部感染在上海第六人民医院逝世。
他还培养出了许多动画人才，其中包括阿达、严定宪、戴铁郎、林文肖、胡进庆等。